# تهيل (باركشير)
تهيل (بالإنجليزية: Theale)‏ هي قرية وأبرشية مدنية تقع في المملكة المتحدة في باركشير. يقدر عدد سكانها بـ 2,835 نسمة .